# Elena E. Rodríguez Díaz
Elena E. Rodríguez Díaz (nacida en Madrid, el 23 de abril de 1961) es una historiadora española. Catedrática de Ciencias y Técnicas Historiográficas en la Universidad de Huelva y Miembro de Número de la Real Academia de la Historia.

## Reseña biográfica
Nacida en Madrid, pero criada en Gijón (Asturias), donde pasó su infancia y juventud. Licenciada en Geografía e Historia por la Universidad de Oviedo en 1984, con Premio Extraordinario, y Doctora en Historia en 1989 por la misma Universidad. A finales del año 1989 se vinculó a la Universidad de Sevilla como Profesora Titular de Universidad y en 1993 a la Universidad de Huelva, donde ejerce como Catedrática de Universidad en el Área de Ciencias y Técnicas Historiográficas. El 30 de junio de 2023 fue elegida miembro de Número de la Real Academia de la Historia. El 25 de febrero de 2024 tomó posesión con la medalla número 12.
Especialista en Codicología, Paleografía y Diplomática, es Miembro del prestigioso Comité International de Paléographie Latine, para el que fue elegida el 30 de noviembre de 2019. Miembro de Honor del Real Instituto de Estudios Asturianos. Incluida entre las "Científicas innovadoras" de la Unidad Mujer y Ciencia de la FECYT y del Ministerio de Ciencia, Innovación y Universidades. Fue Presidenta de la Sociedad Española de Ciencias y Técnicas Historiográficas (2021-2024) y ha desempeñado diversos cargos académicos.

## Obras
Entre sus muchas publicaciones destacan:
1995. El libro de la Regla colorada de la catedral de Oviedo. Estudio y edición. Editorial: Real Instituto de Estudios Asturianos, Oviedo. ISBN: 84-920049-1-6.
1995. Liber Testamentorum Ecclesiae Ovetensis. En colaboración con María Josefa Sanz Fuentes, Emiliano Fernández Vallina y Joaquín Yarza Luaces. Editorial: Moleiro Editor, Barcelona. ISBN: 84-88526-07-5.
1999. «El uso del reclamo en España (reinos occidentales)». Scriptorium. Revue internationale des études relatives aux manuscrits. Editorial: IRHT, Centre national de la recherche scientifique (CNRS), París. ISSN: 0036-9772.
2000. «Ámbito de actuación profesional de los copistas de libros castellanos (siglo XV)». Le statut du scripteur au Moyen Âge, Editorial: École national des chartes, París. ISBN: 2-9000791-35-9.
2000. Valdeón: Historia y Colección Diplomática. El occidente de Picos de Europa en la Edad Media. Editorial: Real Instituto de Estudios Asturianos, Oviedo. ISBN: 84-89645-31-0.
2011, 1997. Vocabulario de codicología. En colaboración con María Luisa Pardo Rodríguez y Pilar Ostos Salcedo. Editorial: Arco Libros, Madrid. ISBN: 84-7635-267-0.
2011. «Los manuscritos mozárabes: una encrucijada de culturas». Die Mozaraber. Definitionen und Perspektiven der Forschung, Editorial: Lit, Münster.ISBN: 978-3-643-11117-3.
2013. «Manuscritos autógrafos en la producción libraria castellana del siglo XV». Medieval Autograph Manuscripts. Editorial: Brepols Publishers, Turnhout. ISBN: 978-2-503-54916-3.  
2013. «Manuscritos universitarios de Salamanca en el siglo XV: observaciones paleográficas y codicológicas». Alma littera, Editorial: Universidad de Valladolid, Valladolid. ISBN: 978-84-8448-767-8. 
2015. Notas y cuadernos de notas de los Piñán, escribanos públicos de Sayambre (1659-1721). Editorial: Academia de la Llingua asturiana y Universidad de Oviedo, Oviedo. ISBN: 978-84-16046-58-4.
2017. «El patronazgo eclesiástico, los libros y la escritura en la Baja Edad Media castellana». Escritura y Sociedad: el clero, Editorial: Comares, Granada.  ISBN: 978-84-9045-497-8.
2019. «El monasterio de Gudalupe y su actividad de copia de libros en el siglo XV (BNE, MSS/10156 y 4127)». Iglesia y escritura en Castilla. Editorial: Universidad de Sevilla. Sevilla. ISBN: 978-84-472-2887-4. 
2021. «Las rúbricas en los códices medievales de León y Castilla (siglos XII-XV)». Scribes and the Presentation of Texts. Editorial: Brepols Publishers, Turnhout. ISBN: 978-2-503-59516-0.
2021. «Consumir libros en la Edad Media: evidencias materiales por y para los lectores». De scriptura et scriptis: consumir, Editorial: Fundación Cajamurcia, Murcia. ISBN: 978-84-09-32204-6.
2022. «La escritura autógrafa de Antonio de Nebrija: técnica y evolución». Cultura manuscrita y cultura impresa en el entorno de Nebrija. Editorial: Universidad de Salamanca, Salamanca. ISBN: 978-84-1311-737-9.
2022. «La materialidad y la escritura de las Introductiones latinae manuscritas de Antonio de Nebrija (BNE, MSS/Vitr.17/1)». El manuscrito de las ‘Introductiones Latinae’ dedicado a don Juan de Zúñiga. Editorial: Diputación de Badajoz, Badajoz. ISBN: 9788409419920.
2023. En el origen del libro gótico castellano: el “scriptorium” toledano de San Vicente de la Sierra. Editorial: Universidad de SevillaColección Historia, núm. 399, Sevilla. ISBN: 978-84-472-2280-3.
2023. «El multigrafismo de la Corona de Castilla: los códices. Vías de penetración de la escritura humanística». La escritura en los siglos XV y XVI. Una eclosión gráfica. Editorial: Dykinson, Madrid. ISBN: 978-84-1122-879-4.  
2024. Codicología y paleografía toledanas. Las copias del “De virginitate” de San Ildefonso hasta el 1200. Editorial: Real Academia de la Historia, Madrid. ISBN: 978-84-15789-04-8. 
2024. «Elementos para fechar los códices castellanos y leoneses según los manuscritos datados (ss. XII y XIII)». La ley de los godos. Estudios selectos. Editorial: Peter Lang, Berna. ISBN: 978-3-631-91535-6.
2025. La compilación histórica del obispo Pelayo y el 'scriptorium' de la Catedral de Oviedo. Editorial: Real Instituto de Estudios Asturianos, Oviedo. ISBN-13: 978-84-129570-8-2.